# Pozzo Faceto
Pozzo Faceto è una frazione di Fasano (BR), dal quale dista 9 km. Gli abitanti di Pozzo Faceto prendono come punto di riferimento la vicina Pezze di Greco.

## Storia
Prende il nome dall'omonimo santuario, dedicato alla Beata Vergine del pozzo, così chiamata perché il ritrovamento della sacra immagine avvenne proprio durante i lavori nel pozzo attualmente esistente all'ingresso del santuario: alcuni operai, durante lo scavo, si imbatterono in una specie di grotta, che aveva per sfondo un'immagine della Madonna (probabilmente un'antica cripta rupestre). Staccato il masso, lo portarono in superficie, ove fu costruita una cappella risalente al medioevo.